# 李氏朝鮮の君主の廟号と諡号の一覧
李氏朝鮮の君主の廟号と諡号の一覧（りしちょうせんのくんしゅのびょうごうとしごうのいちらん）では、李氏朝鮮（国号を大韓帝国と称した時代を含む）の歴代君主の廟号と諡号を列記する。生前には国王に即位しておらず、死後に追尊された人物は分けて記す。なお、廃位された燕山君と光海君は廟号も諡号も贈られていないが歴代には数えている。
中国から贈られた諡号は、宣祖代までが明、仁祖代からは清から与えられ、高宗以降はない。李氏朝鮮16代の国王・仁祖以後、11人の君主に対し清から贈られた諡号は、16代仁祖は「荘穆王」、17代孝宗は「忠宣王」、18代顕宗は「荘恪王」、19代粛宗は「僖順王」、20代景宗は「恪恭王」、21代英祖は「荘順王」、22代正祖は「恭宣王」、23代純祖は「宣恪王」、純祖の世子で死後に国王として追尊された翼宗は「康穆王」、24代憲宗は「荘粛王」、25代哲宗は「忠敬王」である。諡号に「忠誠の忠」「従う順」「慎む恪」「恭遜な恭」などの文字が使用されており、朝鮮国王が清に対して従順であって欲しいという希望を読み取れるが、この諡号は、治世中の公式記録から徹底して取り除かれており、『朝鮮王朝実録』、朝鮮国王の行状、『陵誌文』といったほとんど全ての公式記録から取り除かれ、外交文書以外にはほとんど使用されなかった。『朝鮮王朝実録』は、清から諡号を授かった事実を記録するのみで贈られた諡号を記録していない。その理由は、「夷狄」とみなした清からの諡号を恥辱に感じていたからであり、表向きは清に対して朝貢・冊封の事大をおこない、恭順の姿勢を装うが、清に対する反発が拭い難く根付いていた。
韓国では、李氏朝鮮の歴代君主の頭文字を取って、7文字ずつにまとめた「太定太世文端世、睿成燕中仁明宣、光仁孝顕粛景英、正純憲哲高純（ハングル：태정태세문단세、예성연중인명선、광인효현숙경영、정순헌철고순）」という覚え方がある。この最後の句は6文字であるが、バージョンによっては、最後の句も7文字にするため、直接君主を表す字ではないが、王位を継ぐという意味の「継」を付けて「正純憲哲高純継」としている場合もある。

## 歴代君主
諡号の部分の色分けは、諡号を明及び清から贈られた諡号を紫で、自国の諡号を青、尊号を緑、帝号を茶色表記する。

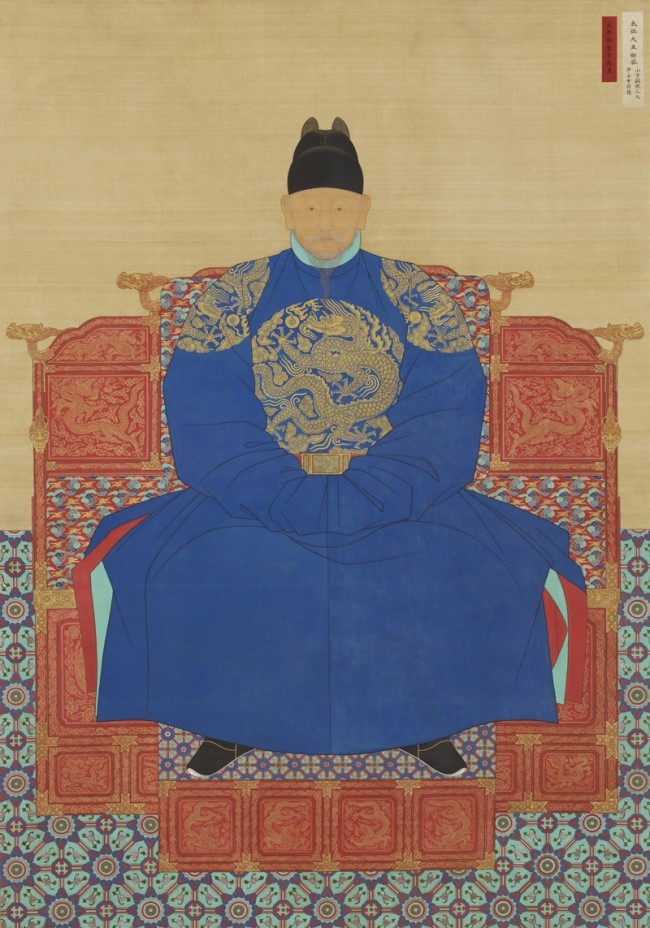
太祖
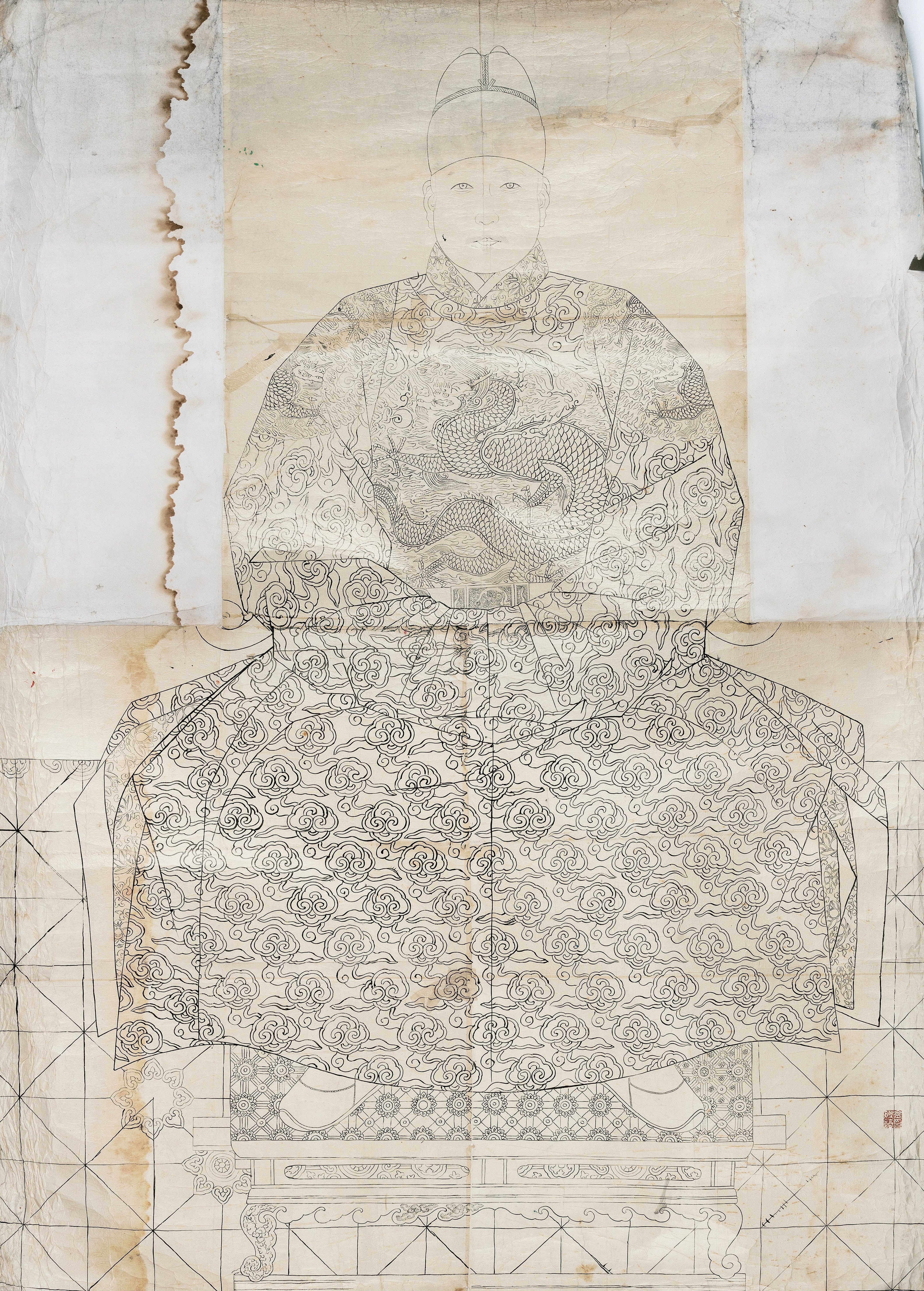
世祖
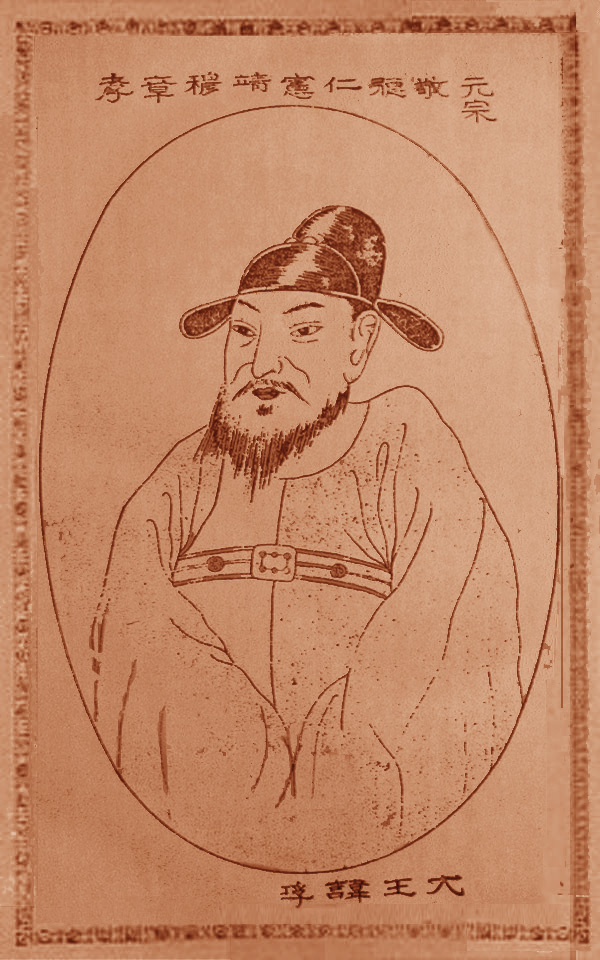
元宗
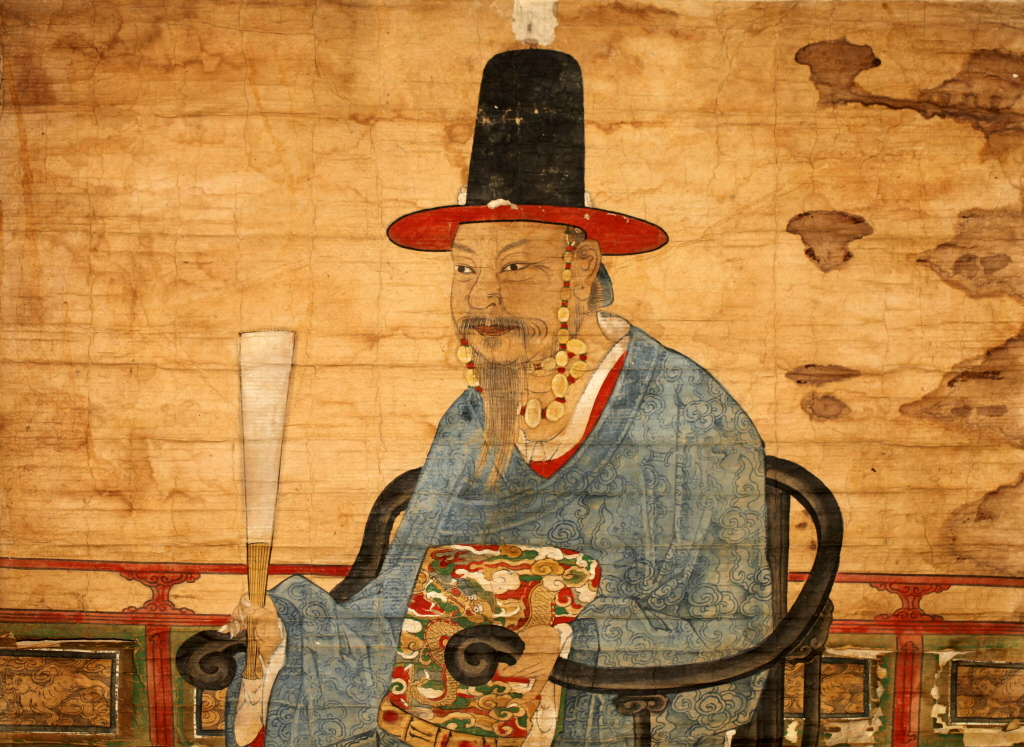
宣祖
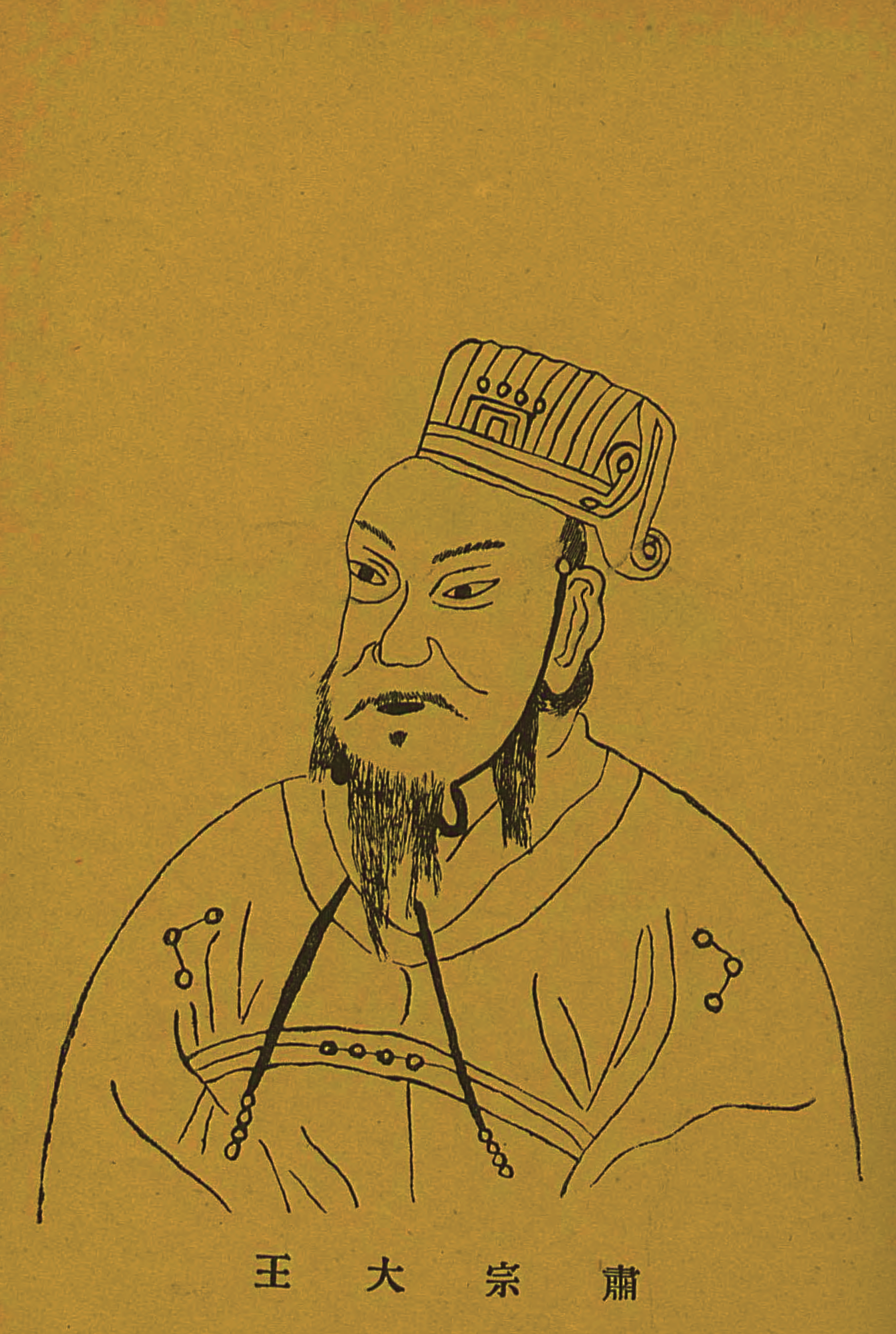
粛宗
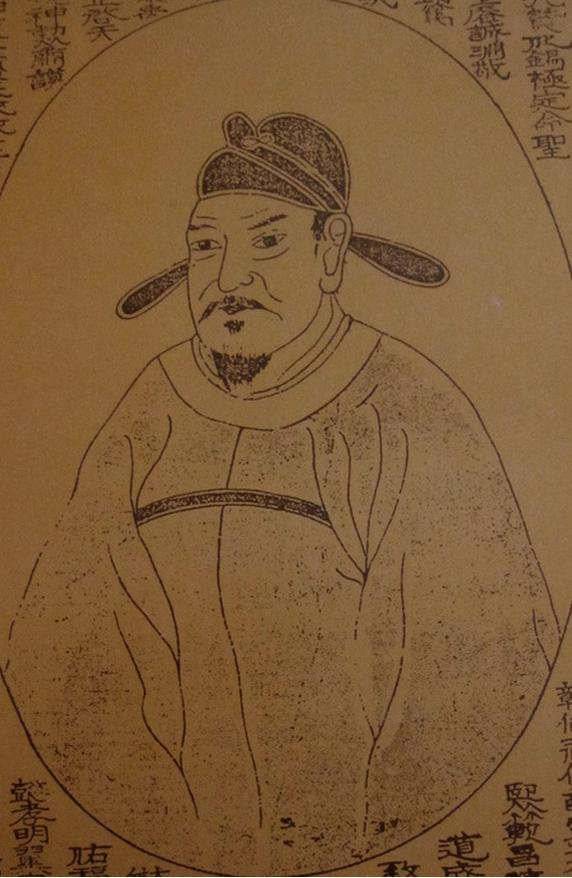
翼宗
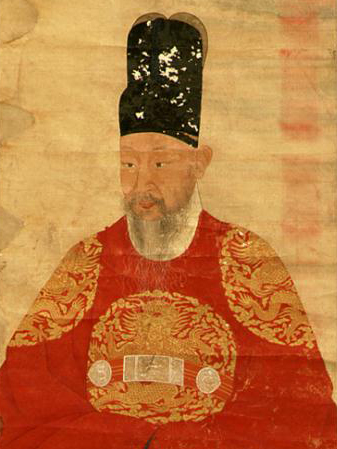
英祖
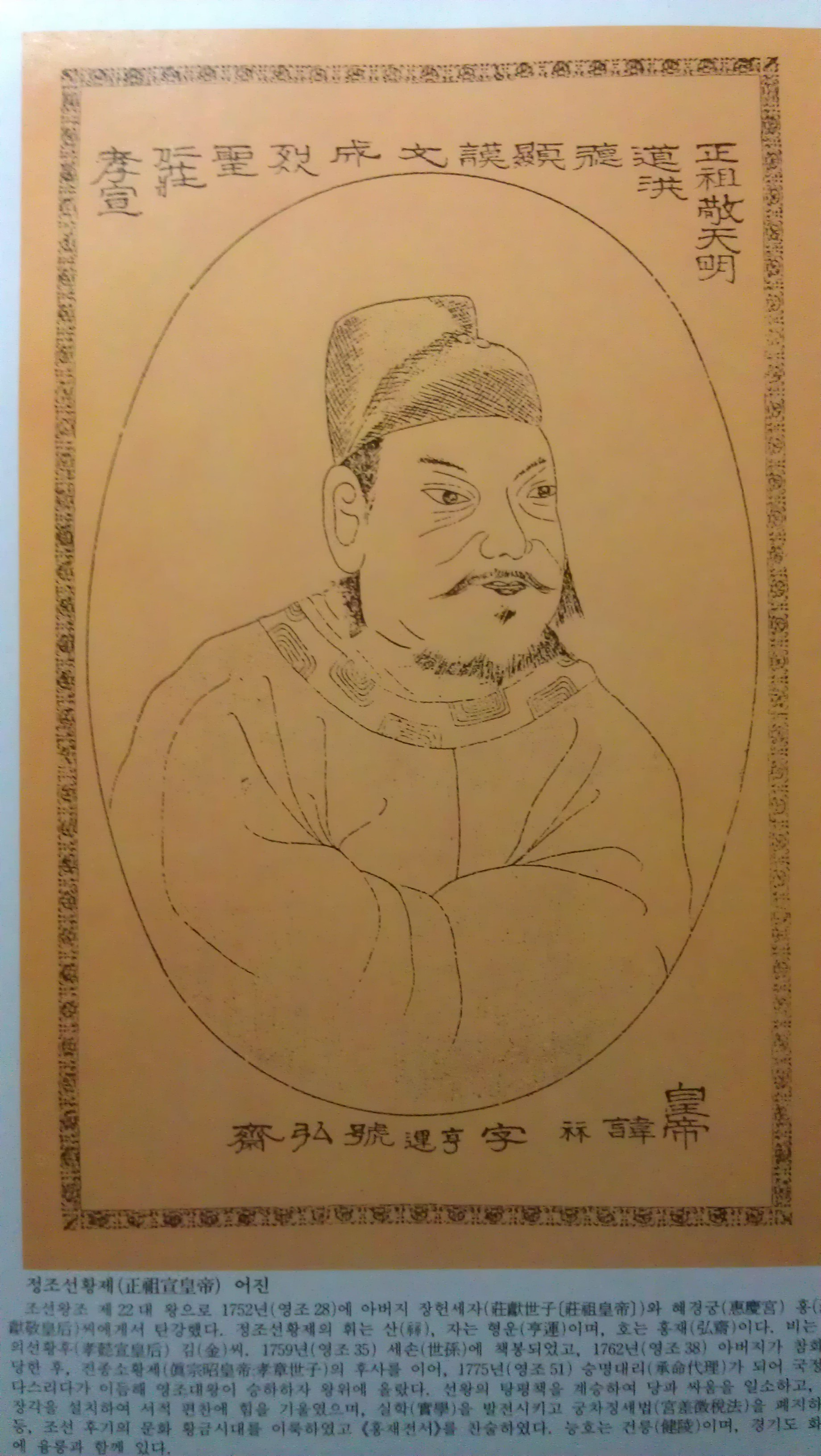
正祖
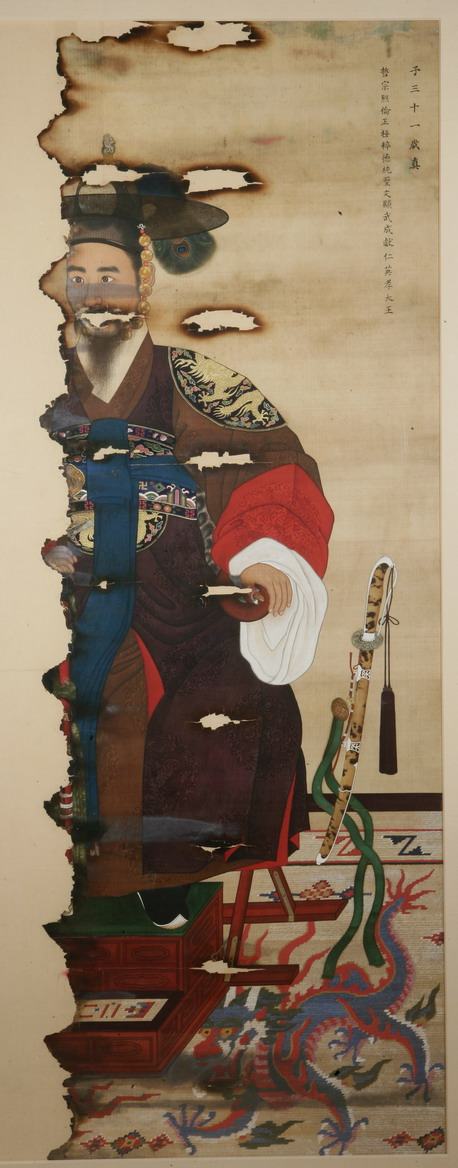
哲宗
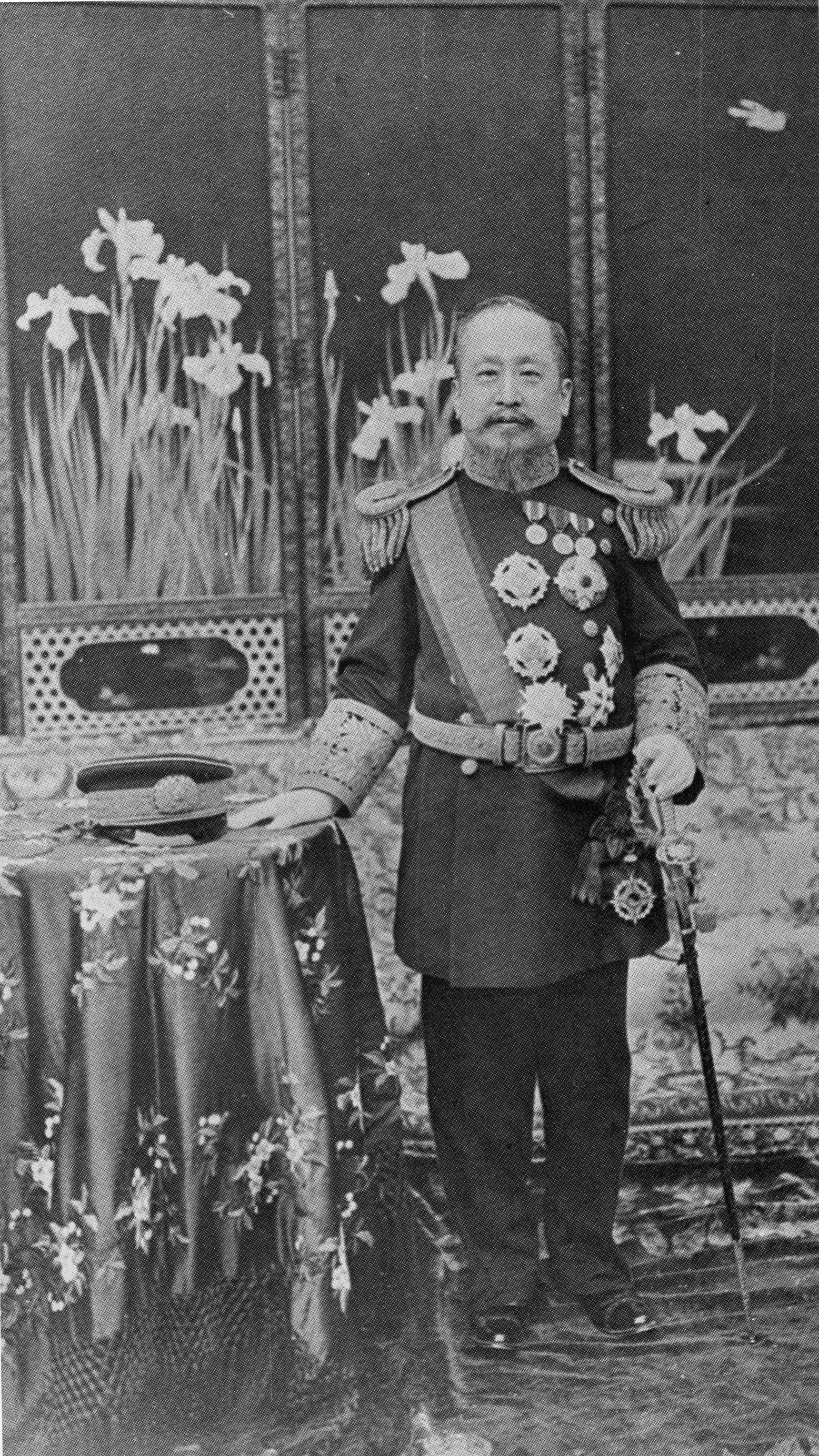
高宗
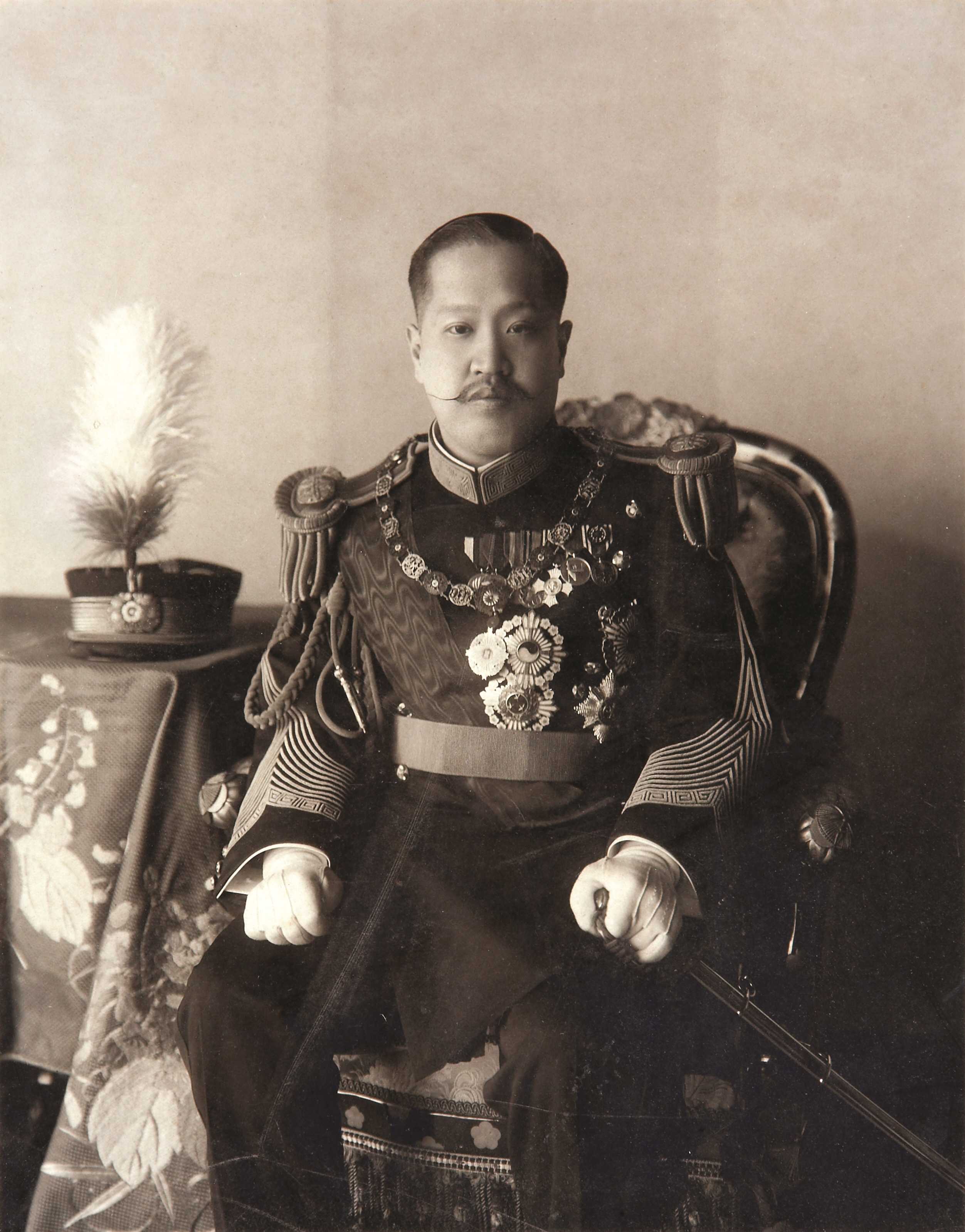
純宗
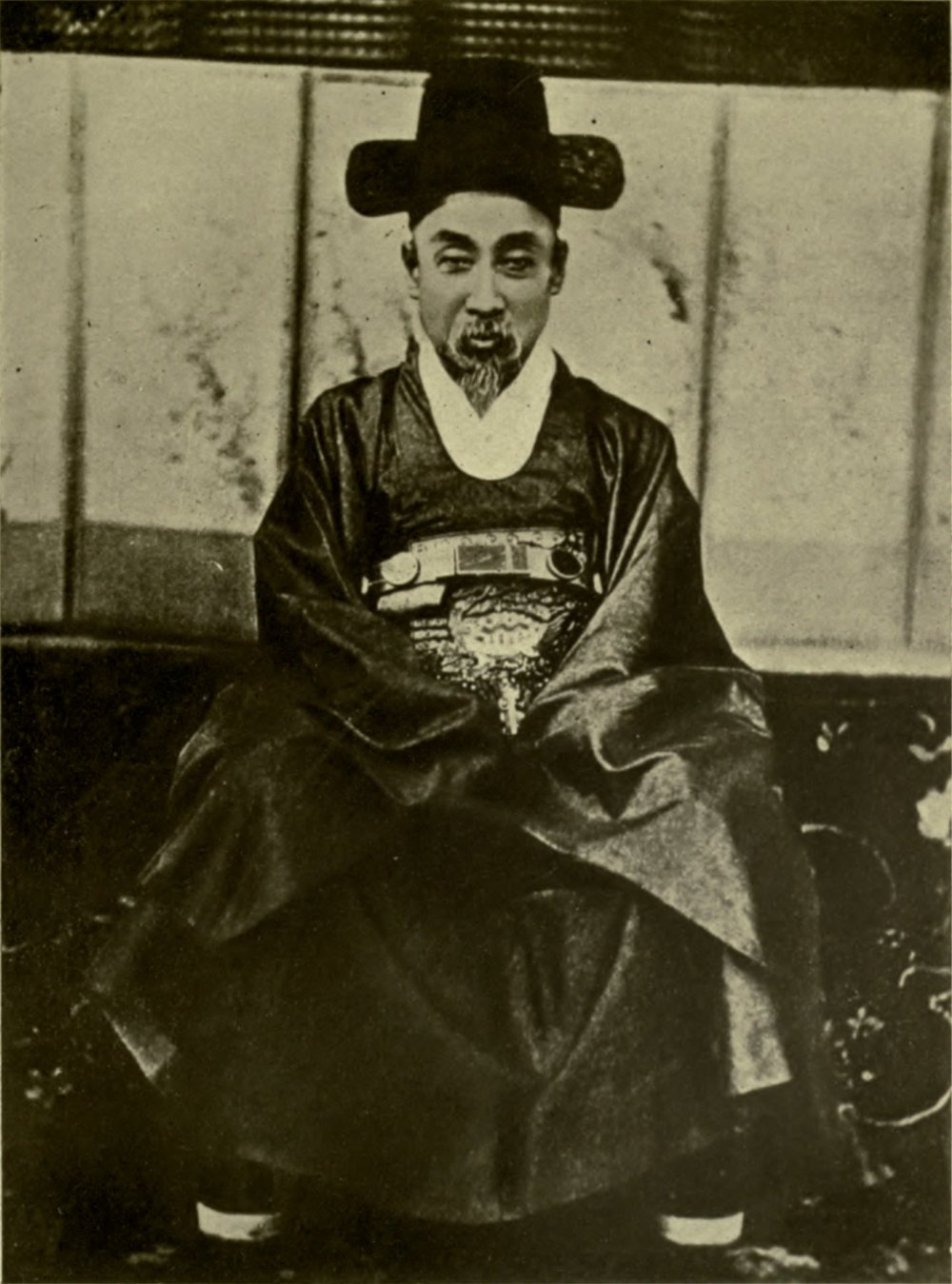
興宣大院君

| 朝鮮国王     | 朝鮮国王 | 朝鮮国王        | 朝鮮国王 | 朝鮮国王 | 朝鮮国王 | 朝鮮国王 | 朝鮮国王 |
| 代           | 廟号     | 姓・諱          | 諡号 | 備考 |          |          |          |
| ------------ | -------- | --------------- | --- | --- | -------- | -------- | -------- |
| 1            | 太祖     | 李旦 （李成桂） | 康献至仁啓運聖文神武大王 | 1899年（光武3年）皇帝の称号を追贈                                                                                               |          |          |          |
| 2            | 定宗     | 李曔 （李芳果） | 恭靖懿文荘武温仁順孝大王 | 1400年譲位、尊号は仁文恭睿上王。 1681年廟号を追贈                                                                               |          |          |          |
| 3            | 太宗     | 李芳遠          | 恭定聖徳神功建天体極大正啓佑文武睿哲成烈光孝大王 | |          |          |          |
| 4            | 世宗     | 李裪            | 荘憲英文睿武仁聖明孝大王 | |          |          |          |
| 5            | 文宗     | 李珦            | 恭順欽明仁粛光文聖孝大王 | |          |          |          |
| 6            | 端宗     | 李弘暐          | 純定安荘景順敦孝大王 | 1457年廃位、尊号は恭懿温文太上王、同年に魯山君に降格。 1698年廟号・諡号を追贈                                                   |          |          |          |
| 7            | 世祖     | 李瑈            | 恵荘承天体道烈文英武至徳隆功聖神明睿欽粛仁孝大王 | |          |          |          |
| 8            | 睿宗     | 李晄            | 襄悼欽文聖武懿仁昭孝大王 | |          |          |          |
| 9            | 成宗     | 李娎            | 康靖仁文憲武欽聖恭孝大王 | |          |          |          |
| 10           | なし     | 李㦕            | なし | 燕山君。1506年廃位。 尊号は憲天弘道経文緯武大王                                                                                 |          |          |          |
| 11           | 中宗     | 李懌            | 恭僖徽文昭武欽仁誠孝大王 | |          |          |          |
| 12           | 仁宗     | 李峼            | 栄靖献文懿武章粛欽孝大王 | |          |          |          |
| 13           | 明宗     | 李峘            | 恭憲献毅昭文光粛敬孝大王 | |          |          |          |
| 14           | 宣祖     | 李昖 （李鈞）   | 昭敬正倫立極盛徳洪烈至誠大義格天熙運景命神暦弘功隆業顕文毅武聖睿達孝大王 | 元の廟号は「宣宗」、1616年に「宣祖」と改称                                                                                      |          |          |          |
| 15           | なし     | 李琿            | なし | 光海君。1623年廃位。 尊号は体天興運俊徳弘功神聖英粛欽文仁武叙倫立紀明誠光烈隆奉顕保懋定重熙睿哲荘毅章憲順靖建義守正彰道崇業大王 |          |          |          |
| 16           | 仁祖     | 李倧            | 開天肇運正紀宣徳憲文烈武明粛純孝大王 | 荘穆王（清国による） |          |          |          |
| 17           | 孝宗     | 李淏            | 欽天達道光毅弘烈宣文章武神聖顕仁明義正徳大王 | 忠宣王（清国による） |          |          |          |
| 18           | 顕宗     | 李棩            | 昭休衍慶敦徳綏成純文粛武敬仁彰孝大王 | 荘恪王（清国による） |          |          |          |
| 19           | 粛宗     | 李焞            | 顕義光倫睿聖英烈裕謨永運洪仁峻徳配天合道啓休篤慶正中協極神毅大勲章文憲武敬明元孝大王 | 僖順王（清国による） |          |          |          |
| 20           | 景宗     | 李昀            | 徳文翼武純仁宣孝大王 | 恪恭王（清国による） |          |          |          |
| 21           | 英祖     | 李昑            | 至行純徳英謨毅烈章義弘倫光仁敦禧体天建極聖功神化大成広運開泰基永堯明舜哲乾健坤寧配命垂統景暦洪休中和隆道粛荘彰勲正文宣武熙敬顕孝大王                                                                                                   | 荘順王（清国による） 元の廟号は「英宗」、1857年に「英祖」と改称                                                                 |          |          |          |
| 22           | 正祖     | 李祘            | 明道洪徳顕謨文成武烈聖仁荘孝大王 | 恭宣王（清国による） 元の廟号は「正宗」、1899年に「正祖」と改称、皇帝の称号を追贈                                               |          |          |          |
| 23           | 純祖     | 李玜            | 淵徳顕道景仁純禧文安武靖憲敬成孝大王 | 宣恪王（清国による） 元の廟号は「純宗」、1857年に「純祖」と改称 1899年皇帝の称号を追贈                                          |          |          |          |
| 24           | 憲宗     | 李烉            | 体健継極中正光大至聖広徳弘運章化経文緯武明仁哲孝成皇帝 | 荘粛王（清国による） 1908年皇帝の称号を追贈                                                                                     |          |          |          |
| 25           | 哲宗     | 李昪 （李元範） | 熙倫正極粹徳純聖欽命光道敦元彰化文顕武成献仁英孝大王 | 忠敬王（清国による） 1908年皇帝の称号を追贈                                                                                     |          |          |          |
| 26           | 高宗     | 李㷩 （李載晃） | - | 後に大朝鮮国大君主（1896年–1897年）、大韓帝国初代皇帝（1897年から）                                                             |          |          |          |
| 大韓帝国皇帝 |          |                 | | |          |          |          |
| 代           | 廟号     | 姓・諱          | 諡号 | 備考 |          |          |          |
| 1            | 高宗     | 李㷩            | 統天隆運肇極敦倫正聖光義明功大徳堯峻舜徽禹謨湯敬応命立紀至化神烈巍勲洪業啓基宣暦乾行坤定英毅弘休寿康文憲武章仁翼貞孝太皇帝 | 光武皇帝。 韓国併合後、徳寿宮李太王と称された                                                                                   |          |          |          |
| 2            | 純宗     | 李坧            | 文温武寧敦仁誠敬孝皇帝 | 隆熙皇帝。 韓国併合後、昌徳宮李王と称された                                                                                     |          |          |          |
| 追号王       |          |                 | | |          |          |          |
| 代           | 廟号     | 姓・諱          | 諡号 | 備考 |          |          |          |
|              | 穆祖     | 李安社          | 仁文聖穆大王 | 太祖による追贈。 |          |          |          |
|              | 翼祖     | 李行里          | 康恵聖翼大王 | 太祖による追贈。 |          |          |          |
|              | 度祖     | 李椿            | 恭毅聖度大王 | 太祖による追贈。 |          |          |          |
|              | 桓祖     | 李子春          | 淵武聖桓大王 | 太祖による追贈。 |          |          |          |
|              | 徳宗     | 李暲 （李崇）   | 懐簡宣粛恭顕温文懿敬大王 | 成宗による追贈。 |          |          |          |
|              | 元宗     | 李琈            | 恭良敬徳仁憲靖穆章孝大王 | 1632年仁祖による追贈。 |          |          |          |
|              | 真宗     | 李緈            | 温良睿明哲文孝章大王 | 恪愍王（清国による） 1776年正祖による追贈。 1908年（隆熙2年）皇帝の称号を追贈。                                                 |          |          |          |
|              | 荘祖     | 李愃            | 神文桓武荘献広孝大王 | 1899年（光武3年）高宗による追贈。 元の廟号は「荘宗」、1908年（隆熙2年）に「荘祖」と改称、皇帝の称号を追贈。                     |          |          |          |
|              | 文祖     | 李旲            | 聖憲英哲睿誠淵敬隆徳純功篤休弘慶洪運盛烈宣光濬祥堯欽舜恭禹勤湯正啓天建通神勲粛謨乾大坤厚広業永祚荘義彰倫行健配寧基泰垂裕熙範昌禧立経亨道成献昭章敦文顕武仁懿孝明大王                                                                   | 康穆王（清国による） 憲宗による追贈。 元の廟号は「翼宗」、1899年（光武3年）に「文祖」と改称、皇帝の称号を追贈。                 |          |          |          |
| 追号皇帝     |          |                 | | |          |          |          |
| 代           | 廟号     | 姓・諱          | 諡号 | 備考 |          |          |          |
|              | 太祖     | 李旦 （李成桂） | 康献至仁啓運応天肇統広勲永命聖文神武正義光徳高皇帝 | 1899年（光武3年）追贈 |          |          |          |
|              | 真宗     | 李緈            | 温良睿明哲文孝章昭皇帝 | 1908年（隆熙2年）追贈 |          |          |          |
|              | 荘祖     | 李愃            | 思悼綏徳敦慶弘仁景祉章倫隆範基命彰休賛元憲誠啓祥顕熙神文桓武荘献広孝懿皇帝 | 1908年（隆熙2年）追贈 |          |          |          |
|              | 正祖     | 李祘            | 敬天明道洪徳顕謨文成武烈聖仁荘孝宣皇帝 | 1899年（光武3年）追贈 |          |          |          |
|              | 純祖     | 李玜            | 淵徳顕道景仁純禧体聖凝命欽光錫慶継天配極隆元敦休懿行昭倫熙化峻烈大中至正洪勲哲謨乾始泰亨昌運弘基高明博厚剛建粹精啓統垂暦建功裕範文安武靖英敬成孝粛皇帝                                                                                 | 1899年（光武3年）追贈 |          |          |          |
|              | 文祖     | 李旲            | 体元賛化錫極定命聖憲英哲睿誠淵敬隆徳純功篤休弘慶洪運盛烈宣光濬祥堯欽舜恭禹勤湯正啓天建統神勲粛謨乾大坤厚広業永祚荘義彰倫行健配寧基泰垂裕熙範昌禧立経亨道成献昭章致中達和継暦協紀剛粹景穆峻恵衍祉宏猷慎徽綏緖佑福敦文顕武仁懿孝明翼皇帝 | 1899年（光武3年）追贈 |          |          |          |
|              | 憲宗     | 李烉            | 体健継極中正光大至聖広徳弘運章化経文緯武明仁哲孝成皇帝 | 1908年（隆熙2年）追贈 |          |          |          |
|              | 哲宗     | 李昪 （李元範） | 熙倫正極粹徳純聖欽命光道敦元彰化文顕武成献仁英孝章皇帝 | 1908年（隆熙2年）追贈 |          |          |          |